# Ciclina B
La ciclina B es uno de los miembros de la familia de las ciclinas. La ciclina B es una ciclina mitótica que se une a la quinasa dependiente de ciclina Cdk1. La cantidad de ciclina B y la actividad del complejo ciclina B/Cdk1 aumenta a lo largo del ciclo celular hasta la mitosis, donde se reducen abruptamente debido a la degradación que sufren. El complejo ciclina B/Cdk1 se denomina factor promotor de la maduración o factor promotor de la mitosis (MPF).

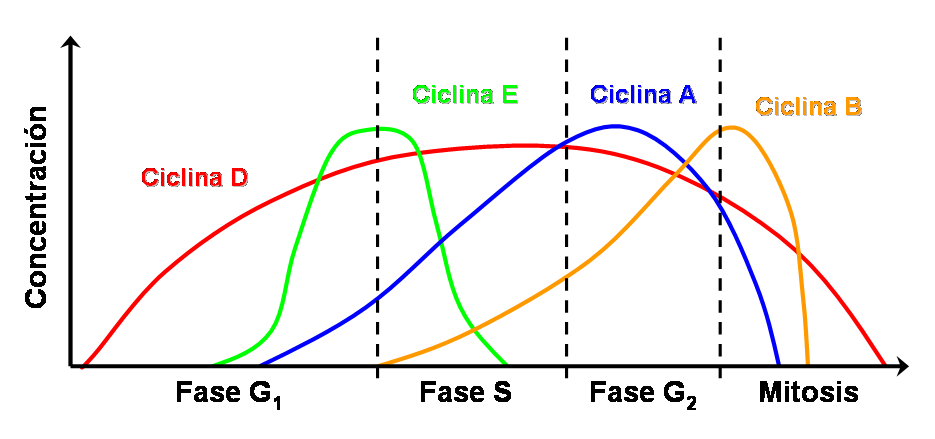
Expresión de las ciclinas a lo largo del ciclo celular.